# Micheil Asjvetia
Mikheil Ashvetia (Georgisch: მიხეილ აშვეთიას) (Koetaisi, 10 november 1977) is een voormalig voetballer uit Georgië, die gedurende zijn loopbaan speelde als aanvaller voor onder meer Dinamo Tbilisi en Lokomotiv Moskou. Hij beëindigde zijn actieve carrière in 2009.

## Interlandcarrière
Ashvetia speelde in de periode 1998-2005 in totaal 24 officiële interlands (vijf doelpunten) voor het Georgisch voetbalelftal. Hij maakte zijn debuut voor de nationale ploeg op 18 november 1998 in de vriendschappelijke interland tegen Estland (3-1). Hij scoorde tweemaal in dat duel.

### Interlandgoals
| Interlanddoelpunten | Interlanddoelpunten | Interlanddoelpunten | Interlanddoelpunten | Interlanddoelpunten | Interlanddoelpunten | Interlanddoelpunten |
| #                   | Datum               | Locatie             | Tegenstander        | Goal(s)             | Uitslag             | Wedstrijd           |
| ------------------- | ------------------- | ------------------- | ------------------- | ------------------- | ------------------- | ------------------- |
| 1                   | 18/11/1998          | Tbilisi, Georgië    | Estland             | 65'                 | 3–1                 | Oefeninterland      |
| 2                   | 18/11/1998          | Tbilisi, Georgië    | Estland             | 85'                 | 3–1                 | Oefeninterland      |
| 3                   | 12/02/2003          | Tbilisi, Georgië    | Moldavië            | 80'                 | 2–2                 | Oefeninterland      |
| 4                   | 06/09/2003          | Tbilisi, Georgië    | Albanië             | 17'                 | 3–0                 | EK-kwalificatie     |
| 5                   | 09/02/2005          | Tbilisi, Georgië    | Litouwen            | 60'                 | 2–2                 | Oefeninterland      |

## Erelijst
Dinamo Tbilisi
- Georgisch landskampioen

1998, 1999
- Georgische supercup

1999
- Georgisch topscorer

1999 (26 goals)
 Torpedo Koetaisi
- Georgisch landskampioen

2001
 Lokomotiv Moskou
- Russisch landskampioen

2004